# Plectus tenuis
Plectus tenuis is een rondwormensoort uit de familie van de Plectidae. De wetenschappelijke naam van de soort is voor het eerst geldig gepubliceerd in 1884 door de Man.